# خزنده‌گروهان
خزنده‌گروهان (به انگلیسی: Sauria) به طور سنتی زیرراسته‌ای بود از مارمولک‌ها که تا پیش از سال ۱۸۰۰ میلادی شامل تمساح‌ها هم می‌شد. 